# AQUARIUM。
《AQUARIUM。》是ENTERGRAM開發的一款視覺小說，由Hololive production旗下的虛擬主播湊阿庫婭擔任遊戲主角。作品講述異世界的貴族家少爺提歐，與貴族家的新人女僕湊阿庫婭之間發展一段跨越階級的愛情。

## 遊戲內容
《AQUARIUM。》採用視覺小說的遊玩方式，玩家扮演異世界的貴族家少爺提歐，與貴族家的新人女僕湊阿庫婭之間發展一段跨越階級的愛情。遊戲採用多視角敘事，部分劇情玩家會以其他角色的視角進行遊戲。玩家遊玩時需要閱覽屏幕上所顯示的文本以了解故事情節和人物之間的對話，這些文字會與人物的立繪和背景一同出现，用以表示對話的對象。對話對象的立繪會隨著對話進行而變化，根據對話的内容做出不同動作或表情。在部分場景中會遇見代替背景和人物立繪的電腦圖像。遊戲過程中會出現不同選項，由玩家決定提歐接下來的行動，根據玩家的選擇會進入不同結局。遊戲採用自動存檔。

## 開發
湊阿庫婭是Hololive production旗下的虛擬主播，雖然角色設定上是一名女僕，但是一般人對她的印象並不是女僕。因此湊阿庫婭想創作一款遊戲，以強調一下她的女僕形象。Hololive會為YouTube賬號訂閱量超過100萬的虛擬主播實現一個願望，湊阿庫婭在2021年1月達成這個目標，於是向公司提出製作一款「由自己擔任主角的遊戲」，該專案由ENTERGRAM負責開發。遊戲類型為較容易開發的美少女遊戲，湊阿庫婭參考了《羅密歐與茱麗葉》創作劇情大綱，並擔任製作人和負責演唱兩首主題曲。
角色方面，湊阿庫婭扮演同名主角，她邀請了Hololive另外兩名虛擬主播寶鐘瑪琳和白上吹雪參演作品，兩人扮演的同名角色沿用其虛擬主播形象，兩人認為編劇是參照現實中的兩人來塑造角色，角色對白還原了兩人兩人在直播期間的用語習慣。兩人除了聲演自己扮演的角色外，還為一些配角配音。三人並非專業配音員，所以在錄音過程中，多次因語調或口音等問題而重錄。美術方面，由（Hanekoto）擔任主美及負責服飾設計，（Muuran）負責SD原畫。Hanekoto為角色設計了多套服飾，在完成草稿後，交由湊阿庫婭監修，其中女僕裝的設計耗時最長，為此Hanekoto參考了不少與女僕相關的電影和資料，有過多輪返修。
音樂方面，《湛蓝依旧》原本是湊阿庫婭出道四週年紀念單曲，後來被製作組選為遊戲片頭曲，歌曲由（Jin）作曲及填詞。片尾曲《仙后座》則是為了該專案而創作，歌曲由（Ham）作曲及填詞。兩首曲子的歌詞和旋律均有在劇情中使用。

## 發行
2021年1月28日，湊阿庫婭在個人演唱會「阿庫婭色 in Wonder☆Land♪」上表示，將推出一款由自己擔任主角的主機遊戲。2022年6月10日，湊阿庫婭召開記者招待會，公佈遊戲名稱為《AQUARIUM。》，由ENTERGRAM負責開發，預計同年10月27日在任天堂Switch（NS）和PlayStation 4（PS4）平台上發佈數位版。8月9日，ENTERGRAM在YouTube上發佈主題曲《湛蓝依旧》音樂影片。9月15日，ENTERGRAM推出了包含遊戲前兩個章節的試玩版。10月20日，片尾曲音樂影片《仙后座》發佈。10月27日，遊戲正式發售，同日湊阿庫婭在東京豐州舉行粉絲見面會。
2023年第101屆Comic Market上，官方表示將推出PC版。2023年7月13日，遊戲Windows實體版在Hololive production展開預售。同年10月7日，遊戲開設Steam商店頁面，遊戲預計10月26日發佈，支持英文和日文。該版本相比之前版本，新增根據玩家意見創作的追加故事，PS4和NS版也將同步更新。
2024年3月17日，ENTERGRAM表示將開發遊戲續作。同年8月7日，由於湊阿庫婭在昨天宣佈離開Hololive，ENTERGRAM表示續作中止開發。

## 反響及評價

### 評價
湊阿庫婭憑藉該作獲得2022年度Fami通·電擊遊戲大賞的「最佳演員獎」。角色演出方面，QooApp評論員認為該作是「粉絲向的遊戲」，Hololive三人的配音是該作「最大賣點」，他稱讚寶鐘瑪琳和白上吹雪的演出，湊阿庫婭部分演出則像是在讀稿，「雖然語調是對了，但講話節奏卻沒有太多變化」。不過湊阿庫婭在遊戲中沒有偶像包袱，說出不少親密的對話，還有「曖昧感的場景」，她的粉絲應該會很喜歡。Real Sound評論員杉山仁認為湊阿庫婭、寶鐘瑪琳和白上吹雪三人演出自然，對話節奏輕快，故事從頭到尾毫無冷場。評論員溫帶閒魚在4gamers摘文稱「以粉絲向的遊戲標準而言」，該作「很好的融合了各個演出人物的個性」，還提供了一些服務粉絲的內容 。
劇情方面，杉山仁表示兩個支線的劇情發展戲劇化，還帶有元游戏元素，而主線的戀愛故事給人留下深刻的印象。QooApp評論員稱讚劇情採用了多角色視角敘事，方便玩家了解各角色的情感變化。ENTERGRAM也有做好劇本監修，劇情沒有明顯問題。
美術方面，《Fami通》評論員表示該作的角色立繪表情變化較同類視覺小說豐富，能更好表達出角色的情感變化，增加作品代入感。QooApp評論員批評遊戲介面表現參差，部分「細節的處理較為隨便」。溫帶閒魚認為「角色與背景都保持了一定的水準」，女主湊阿庫婭的服飾也十分豐富。

### 銷量
2022年6月30日起，遊戲展開預售，遊戲NS版限量版在亞馬遜日本的NS遊戲週銷量排行榜中（6月26至7月2日）排名第三。NS版遊戲正式發售時，首週銷量超過一萬三千份，在當期Fami通周销榜上為第八位。2023年7月13日，遊戲主機版銷量超過五萬份。

## 外部連結
- 官方网站 （日語）
- 《AQUARIUM。》在視覺小說數據庫的頁面 （英文）